# Uniwersum języka
Uniwersum języka – zbiór obiektów, które są opisywane przez wybrany język, np. język jakiejś teorii aksjomatycznej. Odpowiednik zbioru uniwersalnego z rachunku zbiorów.